# Robert Desarthis
Robert Thiessard, dit Robert Desarthis (pseudonyme formé par l'anagramme de son nom), né le 27 décembre 1909 à Paris 11e et décédé le 19 juin 1993 à Créteil, est un marionnettiste, metteur en scène et acteur français. 
En 1933, il reprend le théâtre de marionnettes du jardin du Luxembourg, à Paris, qu'il agrandit et réaménage. La salle de spectacle, conservée par ses descendants, est encore en fonction en 2024.

## Biographie

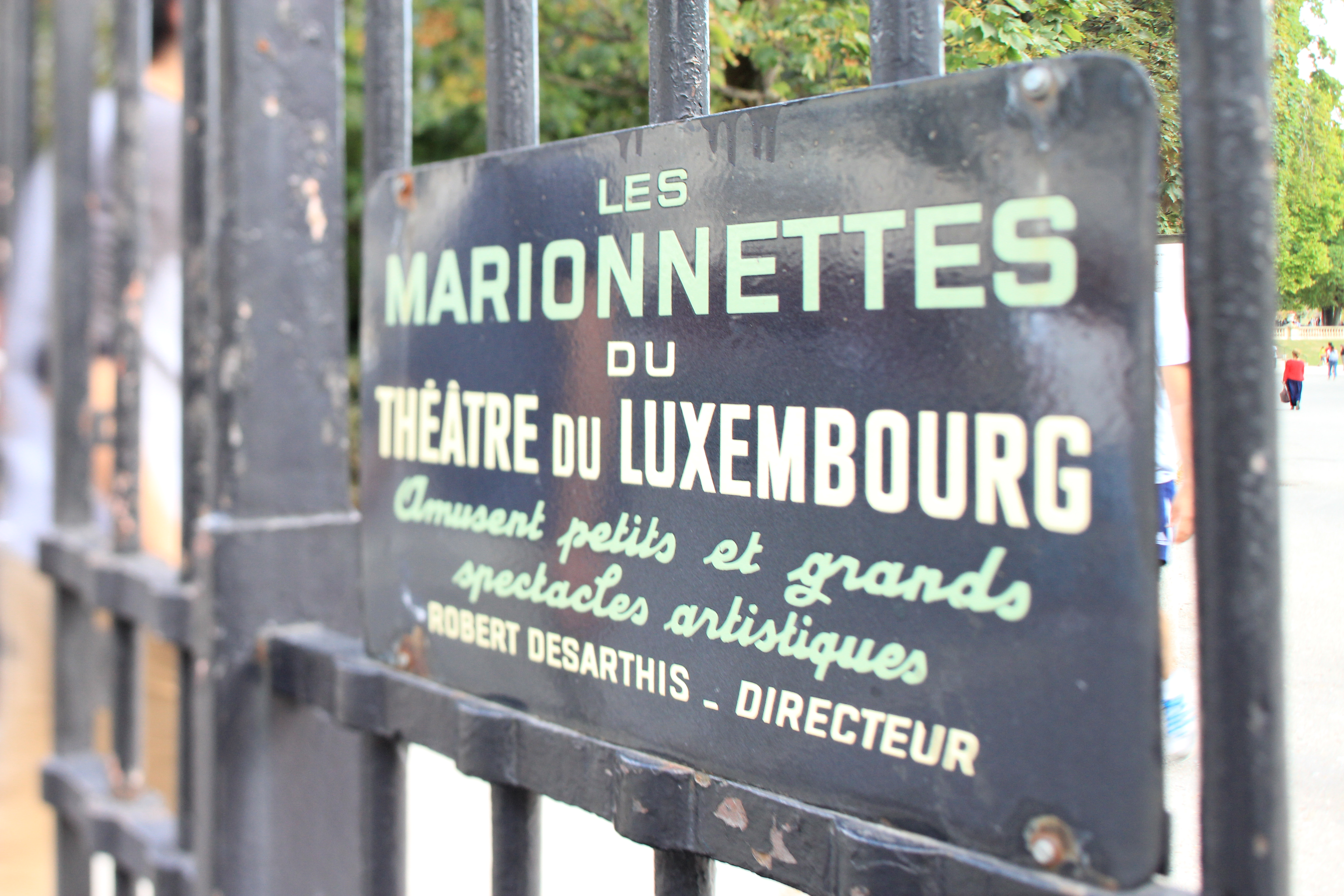
Panneau d'entrée du théâtre des Marionnettes du Jardin du Luxembourg, Paris

Robert Desarthis est le fils d'un marchand de jouets spécialisé dans la vente de guignols. Passionné par les marionnettes dès son plus jeune âge, il en joua dès l'âge de six ans dans un petit castelet, situé place d'Italie à Paris. Dés l'âge de treize ans, il remplace le marionnettiste Gaston Cony à l'exposition du concours Lépine et devint professionnel deux ans plus tard. 
En 1930, il fonde sa première compagnie, le théâtre Guignolia, qui obtint la concession du théâtre du parc Montsouris à Paris avec une programmation comprenant des revues, ballets ainsi que des farces avec des marionnettes à gaine. En 1933, il obtient la concession du théâtre de marionnettes du jardin du Luxembourg à Paris. Avec l'aide de Marcel Temporal, architecte et marionnettiste, il se lance dans une production très moderne dans la scénographie des marionnettes avec notamment l'usage d'une cage de scène autorisant toutes les formes de manipulation. Son travail fut récompensé par une médaille d'or au Festival international de marionnettes de l'exposition Arts et Techniques de Paris en 1937. Devenu très populaire, Robert Desarthis fut aussi l'un des premiers à concevoir des marionnettes pour les vitrines de Noël des grands magasins parisiens dès 1935 et un des premiers à se produire à la télévision dès 1938.

## Citation
« Je suis le dieu d'un monde que j'ai créé. »

## Famille

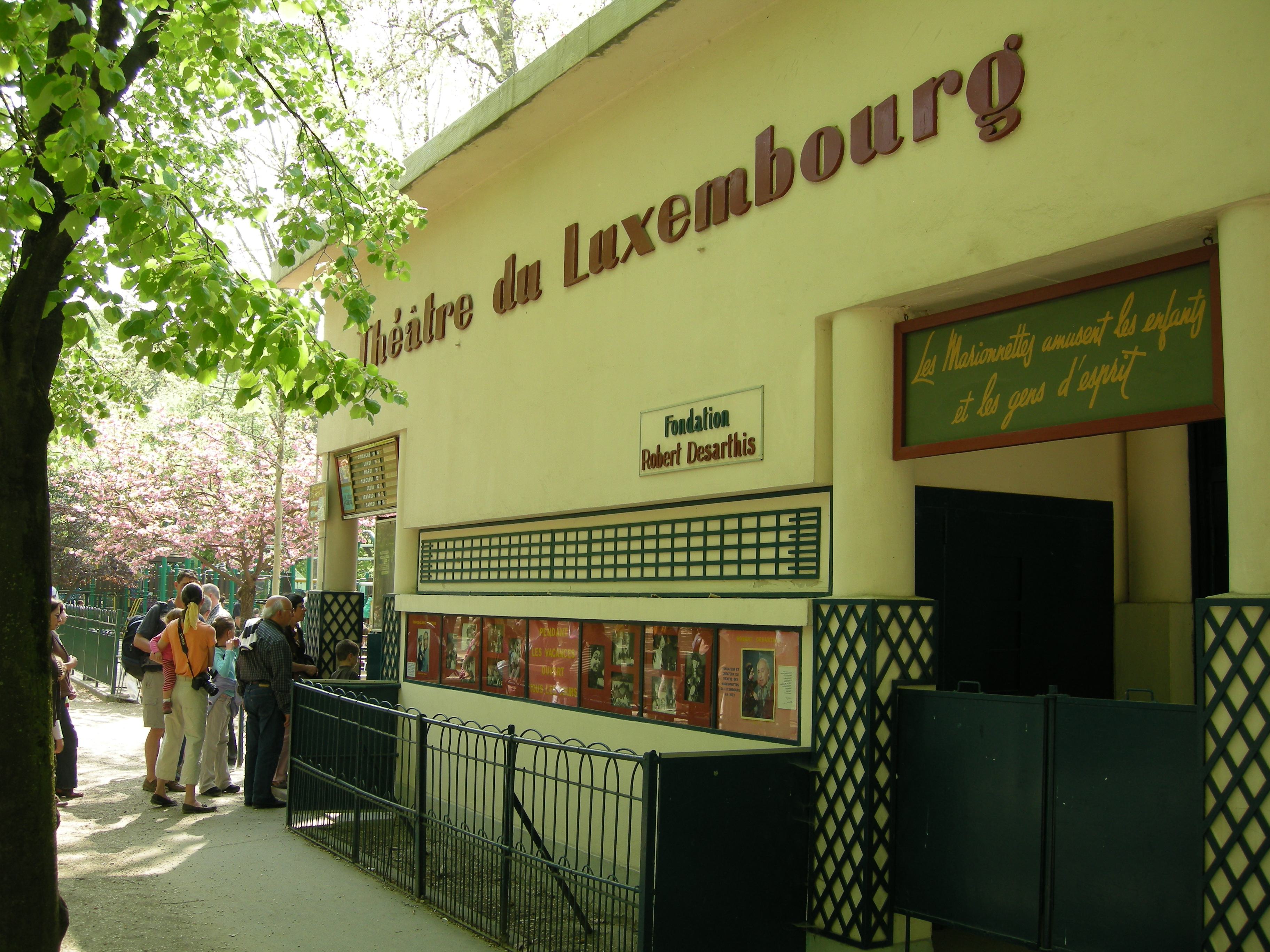
Théâtre des Marionnettes du Jardin du Luxembourg

Robert Desarthis a passé le flambeau en 1971 à son fils Francis-Claude Desarthis qui reprend le théâtre du jardin du Luxembourg, accompagné par son propre fils et petit-fils de Robert, Julien Desarthis,. Depuis plus de 50 ans, la plupart des membres de la famille Desarthis (hommes et femmes confondus) se sont impliqués dans la continuation de cette tradition.

## Le théâtre du Luxembourg
Ce théâtre de marionnettes est le plus grand théâtre de ce genre en France et peut accueillir jusqu'à 275 spectateurs. La plupart des spectacles présentés au Théâtre des marionnettes du jardin du Luxembourg dérivent des contes traditionnels enfantins. Les pièces sont destinées aux enfants de 2 à 6 ans mais accueillent tout type de public.